# Itame brunnearia
Itame brunnearia là một loài bướm đêm trong họ Geometridae.